# La mujer gris
"La mujer gris" (The Grey Woman) es un cuento escrito por Elizabeth Gaskell publicado en  1861 que forma parte del libro de relatos Cuentos góticos. 

El libro que contiene el relato fue publicado en castellano en 2007.

## Sinopsis
La historia comienza con un narrador ambiguo el cual llega a una posada en Alemania. Él o ella narra la historia de una pintura que muestra a una mujer, Anna por su nombre. En esta imagen antigua se ve a una mujer hermosa pero se le dice que es una falsa representación de cómo lucia en la vida cotidiana esta mujer. La mayor parte del cabello de Anna era gris, se había convertido en éste color tras el terror que había vivido. 
Anna era la tía abuela de la madre de la hija del dueño de la posada. A medida que va pasando el tiempo el narrador se interesa más en la vida de Anna. La hija del dueño de la posada le dice que puede saber más acerca de la historia de Anna con una carta que la misma Anna escribió y se la da con la condición de que la tiene que devolver. A partir de este punto la historia se mueve a los ojos y narración de Anna.

### Parte I
Anna cuenta la historia de cómo es que se casa con M. De la Tourelle. No quiere estar con él y convertirse en una mujer de sociedad francesa, pero su hermano, su padre y su tía opinan lo contrario y la obligan a casarse con él, debido a que ha recibido sus obsequios. Anna va aprendiendo lentamente acerca de la naturaleza tan fría, posesiva y egoísta de su esposo, se aterroriza de las posibles acciones que ha cometido y es sometida por intimidaciones al punto de obligarla al aislamiento. Anna ahora sabe que M. De la Tourelle encabeza una banda de ladrones y matones.

### Parte II
Esta parte del cuento habla de la vida de Anna como esposa, de cómo se da la relación entre ella y su doncella alemana de nombre Amante (en español en el original). Tras saber, a partir de las palabras de Amante, que recibía cartas que no llegaban a sus manos porque eran guardadas en el cuarto privado de su esposo, empezaron a concebir un plan para poder ingresar ahí, recolectar las cartas y escapar. La mayor parte de la narración trata acerca de la fuga de ambas mujeres y de la persecución de M. de Tourvelle y sus hombres. 

### Parte III
Suceden una muertes y lo único que Amante y Anna esperan es poder salir vivas de la situación, mientras que M. de Tourvelle cada vez está más cerca.

## Personajes
- Primer narrador: personaje con curiosidad por saber quién es la mujer del cuadro, dónde se encuentra y qué sucede en el lugar donde se encuentra.
- Anna: personaje principal. En un principio se describe como una mujer hermosa hasta que se clarifica que se trataba de una mujer común la cual trata de escapar de su esposo y tras todos esos acontecimientos su pelo se vuelve gris.
- Amante: criada de Anna, fiel y dispuesta a hacer todo para salvarse junto con su ama.
- M. de Tourvelle: esposo de Anna jefe de una banda de ladrones y matones.